# Schiaffo

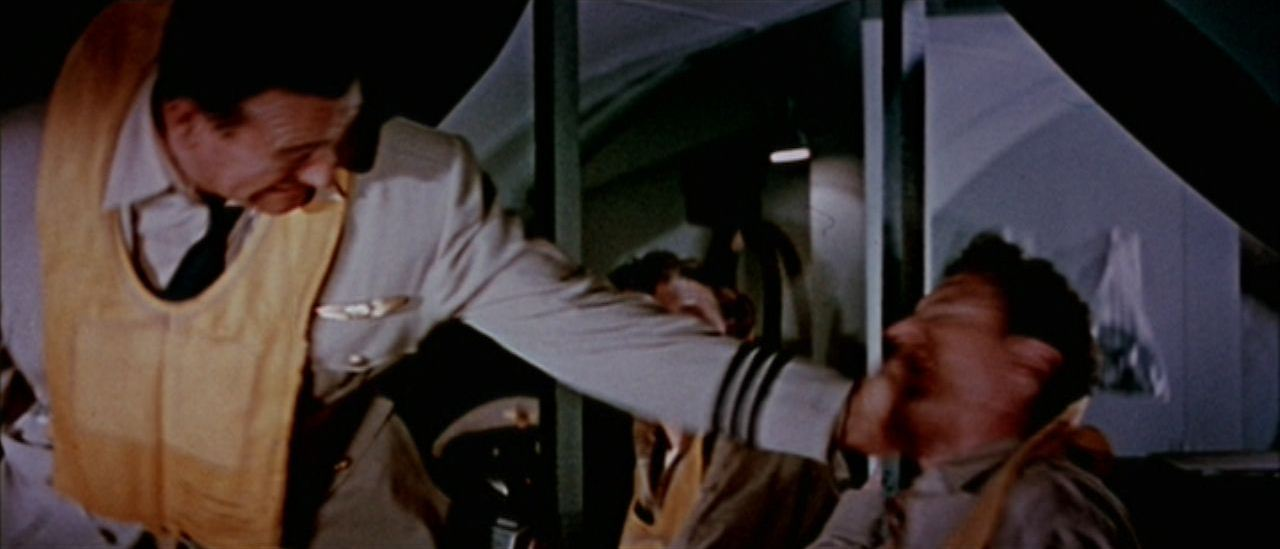
Dal film Prigionieri del cielo (1954); in aereo, il capitano Dan (John Wayne) somministra due ceffoni al copilota John (Robert Stack) durante un'avaria al motore.

Lo schiaffo (o sberla, oppure ceffone) è un colpo inferto al volto usando il palmo della mano aperto. La parola indica in senso lato una sorta di umiliazione, di qui alcuni modi di dire come «schiaffo morale». 
All'interno di un determinato rito, uno schiaffo dato anche soltanto a parole può equivalere ad un'azione, più o meno aggressiva, dal significato ben preciso.
A seconda del contesto e del periodo storico lo schiaffo può assumere quindi diversi valori o accezioni, sia in ambito pubblico che interpersonale. Tali significati vanno da un semplice atto di richiamo rivolto al destinatario al fatto di sfidarlo oppure di rifiutarlo; dal suo riconoscimento come membro di una comunità all'atto di congedare chi riceve lo schiaffo; dalla funzione di affermare un rapporto di sottomissione a quella di segnarne la cessazione definitiva.

## Aspetti sanitari
Lo schiaffo è da considerarsi rischioso a differenza della sculacciata, la quale di rado arriva inattesa; spesso chi dà uno schiaffo finisce per mancare il suo vero e proprio obiettivo o per sbagliare dosando l'intensità. 
In soggetti giovanissimi, un ceffone può causare nella testa dei movimenti rotatori traumatici e in casi estremi provocare la morte.
Assai più spesso lo schiaffo può finire, volutamente o no, per colpire l'orecchio rischiando di procurare una lesione al timpano. In questo caso non è la violenza del colpo in sé a provocare il ferimento: si tratta invece dell'improvvisa compressione dell'aria che può verificarsi nell'orecchio; l'aumento della pressione dell'aria sul timpano può causarne la perforazione, e ciò comporta a sua volta il rischio un'infezione, soprattutto nel caso che l'acqua penetri successivamente nel condotto uditivo.

## Aspetti socio-culturali

### Come atto di umiliazione
L'associazione dello schiaffo e quindi della faccia all'onore pubblico si ritrova sia in tempi antichi sia in tempi recenti, emergendo in denominazioni come schiaffo di Anagni o schiaffo di Tunisi, atte a descrivere eventi storici particolarmente umilianti o disonorevoli.
Secondo il codice cavalleresco, il disonore di uno schiaffo andava lavato con il duello. Similmente, uno schiaffo dato fisicamente oppure pronunciato solo a parole (consideratevi schiaffeggiato), doveva significare una sfida a duello. Dato il suo valore puramente rituale, spesso lo schiaffo veniva semplicemente accennato con un guanto; questo veniva raccolto dal contendente che ricambiava il gesto e accettava in questo modo l'invito a duello salvandosi dal disonore (di qui modi di dire come gettare oppure raccogliere il guanto, presenti in varie lingue per indicare che si lancia o si accetta una qualunque sfida).
Si ricorda infine che il famoso enunciato di Gesù “se uno ti percuote sulla guancia destra, porgigli anche l'altra” si riferisce chiaramente al passo precedente, “occhio per occhio e dente per dente”, il quale viene smentito: la frase è quindi intesa come revoca della legge del taglione precedentemente enunciata nel Vecchio Testamento.

### Rituale di saluto o salvezza
Esiste comunque anche una dimensione rituale positiva nell'immagine dello schiaffo. Un esempio di intervento salutare, quasi salvifico, si ritrova nella novella Aladino e la lampada meravigliosa, dove è una brutale e pericolosissima sberla da parte del mago a far sì che il protagonista Aladino superi la paura e si renda conto della possibilità di trovare un tesoro, una ricchezza alla quale può aspirare grazie alla sua purezza di cuore; si ricorda inoltre che anticamente in Germania esisteva la superstizione che lo schiaffo potesse far tornare la memoria e che avesse anche perfino una funzione esorcizzante, tanto che si credeva che schiaffeggiare i cadaveri degli impiccati contribuisse a scacciarne gli spiriti maligni sopravvissuti all'impiccagione.
Lo schiaffo può assumere anche un valore di saluto, di accettazione. Ad esempio, accompagnava in passato il rituale della cresima, in cui il vescovo impartiva un lieve schiaffo al candidato, nell'intento di confermare la sua accoglienza nella chiesa, ma anche come monito nel ricordargli le aggressioni cui andava incontro come membro di questa comunità. Un simile meccanismo si ritrovava nei riti di iniziazione del militare romano, nei quali il soldato o cavaliere veniva accolto con uno schiaffo di approvazione, la cosiddetta alapa militaris.
Alapa è un termine di etimologia ignota, usato per indicare lo schiaffo, forse come ultima umiliazione, con cui il padrone praticava la manomissione dello schiavo, e poiché attestato solo in Fedro, Giovenale e in altri autori tardoantichi e cristiani, si pensa derivi da una lingua con cui l'impero fosse venuto a contatto a causa della sua estensione: l'aramaico antico אלף (allap̄, "insegnare") suggerisce l'idea di "addomesticamento", sia in senso positivo che negativo, alla base della concezione del gesto.
Parallelamente, si ritrova lo schiaffo nei rituali non solo di accoglienza, ma anche di congedo. Ai tempi dell'antica Roma, la cerimonia di liberazione per vindictam di uno schiavo veniva bonariamente sigillata con uno schiaffo da parte del padrone, tirato al liberto in presenza del pretore. Celebre ed enigmatico resta inoltre l'episodio letterario della Coscienza di Zeno: pochi istanti prima di morire, il padre si congeda schiaffeggiando il narratore suo figlio, che cercherà per tutta la vita di comprendere se quel gesto avesse o meno un significato particolare o fosse solo un atto non voluto dettato dal momento.

## Aspetti giuridici ed etici

Aspetti giuridici della pena corporale per i bambini in Europa. In blu; diritto di pena corporale riservato ai soli genitori. In verde: pena corporale vietata.

Lo schiaffo viene valutato in base alle sue conseguenze. In genere, esso è riconducibile al reato di percosse con conseguenze penali a querela della parte offesa, ma un eventuale danno all'integrità della vittima (ad esempio un ferimento) configura il reato di lesione personale.
Se considerato come misura educativa dei minori, lo schiaffo vale come punizione corporale e può essere più o meno legale. Emerge comunque il fatto che almeno nei paesi occidentali lo schiaffo inferto da un genitore è spesso considerato con meno severità rispetto a quello affibbiato a scuola da un docente (vedi cartina).
Per quanto riguarda l'ambito del matrimonio, nel 1975, con la revisione totale di quelle che erano la patria potestà e la potestà maritale in Italia, è entrato in vigore il nuovo diritto di famiglia secondo il quale il marito non ha più il diritto di picchiare la moglie. Simili risvolti si sono avuti ormai in tutta Europa, anche se con ciò il problema della violenza domestica non può ancora considerarsi risolto. Per esempio, in diversi gruppi sociali originari dell'area culturale islamica la pratica della punizione corporale da somministrare alla moglie viene spesso incoraggiata, anche ben oltre le interpretazioni più permissive della Shari'a: la quarta sûra del Corano specifica che la pena corporale deve prevenire o punire una disobbedienza e pare aggiungere in maniera abbastanza chiara che prima di picchiare la moglie, il marito debba ricorrere a due altri provvedimenti: quello di ammonirla a parole e poi ancora quello di astenersi dai rapporti sessuali con lei. L'interpretazione di questo passaggio è comunque controversa, e nel mondo islamico spesso sono proprio gli schiaffi ad essere evitati come pene corporali, per evitare tracce sul viso della moglie.